# Positions
Positions (en español, «Posiciones») es el sexto álbum de estudio de la cantautora estadounidense Ariana Grande. Fue publicado a través de Republic Records el 30 de octubre de 2020.En el álbum, Ariana explora temas de amor, sexo, confianza y enamoramiento. Ariana lleva a los oyentes en el viaje de enamorarse vacilantemente después de haber sido herido previamente por ello, mientras expresa sus necesidades y deseos sexuales con imágenes gráficas y metáforas.
La cantante anunció por primera vez su sexto álbum de estudio el 14 de octubre de 2020 a través de Twitter, Después de un retuit del tuit del cantante canadiense The Weeknd, los fanáticos especularon sobre una colaboración entre los dos artistas en "Positions". Unos días después, Grande tuiteó un enlace a su sitio web, revelando las fechas de lanzamiento del álbum y las “positions” de su sencillo principal, que serían el 23 y el 30 de octubre, respectivamente.
Un día después del lanzamiento del sencillo, Ariana tuiteó que el álbum tendrá el mismo nombre y reveló la portada del álbum. Al día siguiente, Ariana publicó la lista de canciones en las redes sociales confirmando colaboraciones con Doja Cat, The Weeknd y Ty Dolla $ign.
Desafortunadamente, el álbum se filtró el 26 de octubre, cuatro días antes de su fecha de lanzamiento y se compartió en línea a través de múltiples redes sociales y sitios. 

## Antecedentes
El 19 de abril de 2020, se dio a conocer que Ariana Grande estaba trabajando en nueva música. Más tarde durante una entrevista en mayo de 2020, reveló que no lanzaría un álbum durante la cuarentena. El 14 de octubre de 2020, Grande anunció en redes sociales que su próximo sexto álbum de estudio sería lanzado ese mismo mes. Tres días más tarde, publicó un video slow motion en el que escribe la palabra «Positions». Ese mismo día, se lanzó una cuenta regresiva en su sitio web oficial, tanto para el estreno del primer sencillo como para el álbum, mostrando la palabra «Positions» como el título de ambos. El 23 de octubre de 2020, la cantante publicó la portada del álbum, mientras que el día siguiente publicó la lista de canciones del mismo, que constaría de 14 canciones, incluyendo tres colaboraciones con Doja Cat, The Weeknd y Ty Dolla Sign.

## Promoción
Después de la publicación de la portada del álbum, el 27 de octubre, se lanzaron tres versiones del CD, que se basan en la portada relevada y en dos portadas alternativas, las cuales se podrían preordenar desde ese mismo día. Grande, a través de tuits, fue compartiendo ciertas partes de las letras de las canciones del álbum, que hablaban del romance en una relación y de la forma en que una persona afecta a tu estado de ánimo.

### Sencillos
«Positions» fue lanzado el 23 de octubre de 2020 como sencillo principal, el cual fue acompañado de un vídeo musical, dirigido por Dave Meyers, que recibió más de 18 millones de reproducciones en las primeras 24 horas de su publicación en YouTube, mientras que en Spotify logra 7,62 millones de reproducciones, convirtiéndose en el tercer mayor debut de una canción del año en la plataforma. El 23 de octubre se lanzó un CD del sencillo, mientras que el día siguiente comienza la venta de merchandising relacionada con la canción. El 27 del mismo mes la canción impactó en la radio estadounidense.

## Música y letras
Postions, en sonido, se caracteriza por «el uso de instrumentos de cuerda que se mezclan con sonidos del R&B y bases que se acercan de vez en cuando al trap». También se puede describir como un «viaje de cuento de hadas fantástico a la mente depravada de Ariana, todo lleno de violines exuberantes, Tonos de Silbido brillantes, armonías apiladas y descripciones novelísticas de una cuarentena que parece haber pasado principalmente follando», realizando, entre las canciones, divertidas acciones como «juegos de palabras con alegría, burlarse de su propia imagen, le pide dulcemente a una serie de personas no identificadas que se callen, anima a un amante a no tener miedo de pasar las manos por su famosa cola de caballo falsa, y juega con fluidez con las convenciones de género». Lo que de alguna forma contrasta con el lado más personal del álbum, donde nos habla de «su miedo a dejar ir y a aprender a amar a otra persona».
«Shut Up», la canción que abre el álbum, es una experimentación de Grande con el chamber pop y es una carta de despedida a «aquellos que presumen de saberlo todo al respecto». «34+35» es la canción más explícita de Grande, donde esta pide que se la follen, combinándose con un instrumental donde las repetidas cuerdas, ritmos, voces y coros NSFW, hacen de esta pista una muy adictiva. «Motive», en colaboración con Doja Cat, es una salida del las bases de trap en el disco, para pasar a un estilo más disco. En esta se cuestionan las intenciones puras de sus parejas románticas. «Just Like Magic» combina un ritmo de trap con «una visión entretenida del día a día actual de Grande: reuniones de equipo, meditación, escuchar sus demos, mirar demasiado su teléfono». En «Off The Table», una de las baladas R&B del disco, se aprecia un gran uso de instrumentos de cuerda, que, junto a todo el transcurso del disco, remontan al primer álbum de la cantante, Yours Truly. Su lírica trata de como ambos intérpretes están «yendo y viniendo sobre la curación posterior a la ruptura». En «Six Thirty» se cuestiona los límites del compromiso, mientras Grande rapea sobre escenarios hipotéticos, para terminar preguntándose cómo reaccionará su pareja. «Safety Net» se define como una «maravillosa armonía sobre la aprehensión y la rendición», su lírica habla de haber «encontrado un nuevo amor, y aunque teme dar otro salto, la prisa es demasiado estimulante para negar». «My Hair» es una canción donde se aventura en el neo soul, y se encuentran «acordes de jazz ligeramente rasgados», donde se escucha que Ariana le hace a «su amante una invitación abierta para tocar con su cola de caballo característica». «Nasty» se puede clasificar como una lo-fi balada pop con ritmos trap y su lírica sigue la línea de «34+35», pero un poco más sutil. «West Side» trata de «aliviar la presión en un nuevo romance al establecer expectativas y prometer euforia». En «Love Language» se aprecia la entrada de Grande a la música disco-funk. La letra de «Positions» «trata sobre estar muy enamorada y ponerse serios en una relación», combinada con instrumental pop y R&B. «Obvious» habla «del amor joven, todos los sueños, miedos, sexo, expectativas, esperanzas y fantasía». «POV» es una balada tradicional de R&B, la cual cierra el disco, en esta se habla de como Grande «súplica que algún día se ame a sí misma tanto como su pareja la ama», lo que hace a esta un cierre muy honesto.

## Recepción crítica
Positions recibió críticas generalmente favorables de los críticos musicales, la mayoría de los cuales estuvieron de acuerdo en que Grande «no abre nuevos caminos» con el disco. En Metacritic, que asigna una calificación normalizada de 100 a las reseñas de los críticos principales, el álbum tiene una puntuación promedio de 72 basada en 24 reseñas, lo que indica «reseñas generalmente favorables».
Louise Bruton, de The Irish Times, calificó a Positions como una «gran orgía de canciones de R&B sin aliento» que consolidan a Grande como una de las principales voces de la música pop, a pesar de la escasez de «bangers». Mary Siroky de Consequence of Sound detalló el álbum como «vistoso», «tremendamente teatral», lleno de romance y coqueteo, estableciendo una mezcla de Dangerous Woman (2016), Sweetener (2018) y Thank U, Next (2019), mientras descartaba las apariciones especiales como sus canciones más débiles.  Dani Blum de Pitchfork escribió que Grande está «enamorada y asustada por eso» en Positions, mientras ella trata de curarse a sí misma un «nuevo romance vertiginoso»; Blum notó además que el álbum no amplía su sonido «como lo han hecho sus últimos álbumes». Brenton Blanchet de Clash lo calificó de refrescante, y aplaudió las orquestaciones «bellamente superpuestas» y las dulces armonías, pero afirmó que Grande se mantiene en un género cómodo «con el que está muy familiarizada». Craig Jenkins de Vulture apreció la voz «sin esfuerzo» y señaló cómo el álbum es de naturaleza «atrevida y poco sutil», pero subrayó su fórmula segura y la presencia de pistas de relleno. Hannah Mylrea de NME afirmó que Positions es «asombrosamente divertido», sin embargo, observó que las melodías suaves resultan en canciones indistintas, déficit del «brillo característico» de Grande.
Chris DeVille de Stereogum elogió las voces «impecables», pero restó importancia a la producción «menos estimulante». Él apodó Positions como un sólido álbum de Grande, pero lo consideró una «decepción» prematura en comparación con Sweetener y Thank U, Next . Kate Solomon, de The Telegraph, lo describió como «sexjams sensuales y eufemismos apenas velados» con letras calificadas como X, suavizadas por cuerdas Disneyficadas, pero a pesar de que la cantante brilla con una nueva confianza, Positions «no da en el clavo». Carl Wilson, de Slate, clasificó el álbum como «el álbum más descaradamente sexado» y «de vuelta a lo básico-plus» de Grande con música relajada y familiar, que convierte la «calistenia en el dormitorio» y el romance «mundano» en «forraje pop burbujeante». Pero confesó que se siente trivial en medio de sus otros proyectos.  Adam White de The Independent destacó la dinámica de empujar y tirar del álbum, pero sintió que la cantante se apega a su zona de confort y señaló que Positions tiene el «síndrome de Spotify», canciones cortas para ayudar a la lista de reproducción.
David Smyth de Evening Standard elogió la voz de Grande como «una cosa de gran belleza», pero comentó que ella «no está disparando tan fuerte como cuando lanzó sus dos últimos álbumes». Alexis Petridis de The Guardian concluyó que el álbum avanza a un ritmo agotador, provocando que las pistas individuales se desdibujen en «una toma larga en cámara lenta», sin clímax. Positions nombrar un paso en falso en la carrera de Grande, Shaad D'Souza de The Fader denunció su estilo de conversación para cantar, letras con 'poco esfuerzo' y la producción que sigue las tendencias. Pensó que las canciones carecían de distinción y fuerza, disolviéndose en un «pantano de golpes de batería helados y melisma sin rumbo». Calificándolo como un producto de la fatiga pandémica, Alexa Camp de Slant Magazine escribió que Positions se apoya en «el mismo trap-pop midtempo» que estaban en los álbumes anteriores de Grande, y criticó el lirismo por su charla de almohada «vacía» y ganchos repetitivos. Bobby Olivier de Spin encontró el álbum «sensual pero olvidable», con varias pistas «sin inspiración» o «inmemorables».

### Listas de fin de año
Varias publicaciones enumeraron Positions en sus rankings de mejores álbumes de 2020. Además, algunas de sus pistas también fueron nombradas entre las mejores canciones de 2020: «Positions», «34+35», «POV», «Just like Magic», «Nasty», «My Hair», «Motive», «Love Language», «Six Thirty», y «Off the Table».

## Desempeño comercial
Positions debutó en el número 1 en la lista estadounidense Billboard 200, con 174,000 unidades equivalentes a álbumes (incluidas 42,000 copias de ventas digitales) vendidas durante su primera semana. Se convirtió en el cuarto álbum de una artista femenina en alcanzar el número uno en 2020, después de Rare de Selena Gomez, Chromatica de Lady Gaga y Folklore de Taylor Swift. El álbum también acumuló un total de 173.54 millones de streams on-demand de pistas de álbumes individuales en la semana que terminó el 14 de noviembre, lo que la convierte en la segunda semana de streaming más grande para un álbum que no es de R&B/hip-hop o latino en 2020 solo detrás de Folklore de Taylor Swift. También obtuvo la acumulación más rápida de tres álbumes de estudio número uno por una artista femenina en más de una década.

## Lista de canciones
Lista adaptada de Apple Music y Tidal.

| Positions |                                      | |                                                            |          |  |
| N.º       | Título                               | Escritor(es) | Productor(es)                                              | Duración |  |
| 1.        | «Shut Up»                            | Ariana Grande, Tommy Brown, Steven Franks, Peter Lee Johnson, Tayla Parx y Tarvis Sayles                         | Tommy Brown, Peter Lee Johnson, Mr. Franks y Travis Sayles | 2:37     |  |
| 2.        | «34+35»                              | Grande, Brown, Franks, Jonhson, Parx, Victoria Monét, Albert Stanaj, Courageous Xavier Herrera y Scott Nicholson | Brown, Johnson, Mr. Franks y Xavi                          | 2:53     |  |
| 3.        | «Motive» (con Doja Cat)              | Grande, Brown, Franks, Monét, Amala Zandile Dlamini, James McIntyre, Nija Charles y Shane Lindstrom              | Brown, Mr. Franks, Murda Beatz y Joseph Le'Tanger          | 2:47     |  |
| 4.        | «Just Like Magic»                    | Grande, Brown, Franks, Priscilla Renea Hamilton y Robert Shae Taylor                                             | Brown, Mr. Franks y Shae Taylor                            | 2:29     |  |
| 5.        | «Off the Table» (con The Weeknd)     | Grande, Brown, Franks, Sayles, Abel Tesfaye y Shintaro Yasuda                                                    | Brown, Mr. Franks, Sayles y SHINTARO                       | 3:59     |  |
| 6.        | «Six Thirty»                         | Grande, Brown, Franks, Hamilton, Taylor y Nami                                                                   | Brown, Mr. Franks, Taylor y Nami                           | 3:03     |  |
| 7.        | «Safety Net» (junto a Ty Dolla Sign) | Grande, Brown, Khristopher Riddick-Tynes, Leon Thomas III, Silas Doss y Tyrone Griffin Jr                        | Brown, The Rascals y Keys Open Doors                       | 3:28     |  |
| 8.        | «My Hair»                            | Grande, Franks, Parx, Monét, Anthony M Jones, Charles Anderson y Scott Storch                                    | Brown, Scott Storch, Anthony M Jones y Charles Anderson    | 2:38     |  |
| 9.        | «Nasty»                              | Grande, Brown, Sayles, Monét, Nami, Riddick-Tynes y Thomas III                                                   | Brown, Sayles, Nami y The Rascals                          | 3:20     |  |
| 10.       | «West Side»                          | Grande, Brown, Monét, Herrera y Ammar Junedi                                                                     | Brown, Xavi y Ammar Junedi                                 | 2:12     |  |
| 11.       | «Love Language»                      | Grande, Brown, Parx, Sayles, Kam Parker y Tommy Parker                                                           | Brown, Sayles y Tommy Parker                               | 2:59     |  |
| 12.       | «Positions»                          | Grande, Franks, Brown, Charles, Angelina Barrett, Brian Vincent Bates, James Jarvis y London Tyler Holmes        | Brown, Mr. Franks y London on da Track                     | 2:52     |  |
| 13.       | «Obvious»                            | Grande, Brown, Franks, Johnson, Sayles, Charles, Josh Conerly y Ryan Tedder                                      | Brown, Mr. Franks, Sayles y Josh Conerly                   | 2:26     |  |
| 14.       | «POV»                                | Grande, Brown, Franks, Parx y Oliver Frid                                                                        | Brown, Mr. Franks y Oliver 'Junior' Frid                   | 3:21     |  |
| 41:04     |                                      | |                                                            |          |  |

| Versión Deluxe (bonus tracks) |                                                    |                                                                                       |                                                       |          |  |
| N.º                           | Título                                             | Escritor(es)                                                                          | Productor(es)                                         | Duración |  |
| 15.                           | «Someone like U» (interlude)                       | Grande, Brown, Sayles, Marqueze Parker, Sam Wishkoski y Andrew Wansel                 | Brown, Pop Wansel, Sam Wish, Marqueze Parker y Sayles | 1:16     |  |
| 16.                           | «Test Drive»                                       | Grande, Brown, Franks, Parx, Monét, Lindstrom y Zachary Foster                        | Brown, Franks, Murda Beatz y Zachary Foster           | 2:02     |  |
| 17.                           | «34+35 Remix» (con Doja Cat y Megan Thee Stallion) | Grande, Dlamini, Megan Pete, Brown, Franks, Johnson, Parx, Monét, Nicholson y Herrera | Brown, Franks, Xavi y Johnson                         | 3:03     |  |
| 18.                           | «Worst Behavior»                                   | Grande, Brown, Franks, Parx y T. Parker                                               | Brown, Franks y T. Parker                             | 2:04     |  |
| 19.                           | «Main Thing»                                       | Grande, Brown, Franks, Sayles, Herrera, Conerly y Yonatan Watts                       | Brown, Franks, Xavi, Sayles, Conerly y Yonatan Watts  | 2:09     |  |
| 51:41                         |                                                    |                                                                                       |                                                       |          |  |

Notas
- Todos los títulos de las canciones son estilizados en minúsculas.

## Personal
Créditos adaptados de Tidal.
- Ariana Grande — artista principal, vocales de fondo (todas las pistas), vocales principales (todas las pistas)
- Ana Landauer — violín (pistas 5-6, 11, 14)
- Ashoka Thiagarajan — violín (pistas 5-6, 11, 14)
- Dammo Farmer — bajo (pista 8)
- David Walther — viola (pistas 5-6, 11, 14)
- Ellen Jung — violín (pistas 5-6, 11, 14)
- Gerry Hilera — concertino (pistas 5-6, 11, 14), violín (pistas 5-6, 11, 14)
- James Jarvis — guitarra (pista 12)
- Lorand Lokuszta — violín (pistas 5-6, 11, 14)
- Madison Calle — arpa (pista 1)
- Mario de Leon — violín (pistas 5-6, 11, 14)
- Michelle Richards — violín (pistas 5-6, 11, 14)
- Neil Samples — violín (pistas 5-6, 11, 14)
- Paula Hochhalter — violonchelo (pistas 5-6, 11, 14)
- Peter Lee Johnson — instrumentos de cuerda (pistas 1-2, 6, 8, 14)
- Philip Levy — violín (pistas 5-6, 11, 14)
- Rodney Wirtz — viola (pistas 5-6, 11, 14)
- Ross Gadsworth — violonchelo (pistas 5-6, 11)
- Tarron Crayton — bajo (pista 11)

Técnicos
- Ariana Grande — arreglador vocal (pistas 1-11, 13-14), ingeniero (pistas 1-8, 10-13), productor vocal (todas las pistas)
- Andrew Keller — asistente de ingeniero de grabación (pista 8)
- Billy Hickey — ingeniero (pistas 1-8, 10-13)
- Brandon Wood — asistente de ingeniero de grabación (pistas 4, 6)
- Brendan Morawski — ingeniero (pista 8)
- Randy Mirrill — ingeniero de masterización (todas las pistas)
- Sam Ricci — ingeniero (pista 9)
- Sean Klein — asistente de ingeniero de grabación (pista 8)
- Serban Ghenea — mezclador (todas las pistas)
- Tayla Parx — productor vocal (pista 14)

## Posicionamiento en listas

### Semanales
| Lista (2020)                        | Mejor posición |
| ----------------------------------- | -------------- |
| Argentina (CAPIF)                   | 1              |
| Alemania (Offizielle Top 100)       | 1              |
| Australia (ARIA)                    | 2              |
| Bélgica (Ultratop Flandes)          | 3              |
| Bélgica (Ultratop Valonia)          | 14             |
| Escocia (Scottish Albums Chart)     | 6              |
| Finlandia (Suomen virallinen lista) | 4              |
| Francia (SNEP)                      | 5              |
| Irlanda (OCC)                       | 1              |
| Italia (FIMI)                       | 8              |
| Japón Hot Albums (Billboard)        | 20             |
| Japón (Oricon)                      | 47             |
| Lituania (AGATA)                    | 1              |
| Noruega (VG-lista)                  | 1              |
| Nueva Zelanda (RMNZ)                | 1              |
| Países Bajos (Album Top 100)        | 2              |
| Reino Unido (UK Albums Chart)       | 1              |
| Reino Unido (Album Downloads Chart) | 3              |
| Reino Unido (Physical Albums Chart) | 4              |
| Suecia (Sverigetopplistan)          | 3              |

## Certificaciones
| País           | Certificación | Ventas    | Fuente |
| -------------- | ------------- | --------- | ------ |
| Estados Unidos | Platino       | 1 000 000 | [ 73 ] |
| México         | Platino       | 140 000   | [ 74 ] |
| Reino Unido    | Plata         | 100 000   | [ 75 ] |

## Historial de lanzamiento
| Región | Fecha                 | Formato                     | Discográfica     | Ref.   |
| ------ | --------------------- | --------------------------- | ---------------- | ------ |
| Varios | 26 de octubre de 2020 | Descarga digital, streaming | Republic Records | [ 51 ] |
| Varios | 26 de octubre de 2020 | CD                          | Universal Music  | [ 76 ] |